# Bolax angulata
Bolax angulata är en skalbaggsart som beskrevs av Blanchard 1851. Bolax angulata ingår i släktet Bolax och familjen Rutelidae. Inga underarter finns listade.